# 护照报失证明
护照报失证明是中华人民共和国地方出入境管理部门为“所持中国的签证、证件如有遗失或者损坏”的外国人签发的证明，可作为临时身份证件使用。

## 简介
1986年12月3日中华人民共和国国务院批准，1986年12月27日中华人民共和国公安部、外交部发布《中华人民共和国外国人入境出境管理法实施细则》。1994年7月13日国务院批准修订。2010年4月24日，中华人民共和国国务院令第575号公布《国务院关于修改〈中华人民共和国外国人入境出境管理法实施细则〉的决定》，对《中华人民共和国外国人入境出境管理法实施细则》第七条第（四）项进行修订。
《中华人民共和国外国人入境出境管理法实施细则》第五十五条规定：“外国人所持中国的签证、证件如有遗失或者损坏，应当立即向当地公安局出入境管理部门报告，申请补领或者换发。”
根据该条规定，中华人民共和国地方出入境管理部门为上述外国人签发《护照报失证明》。《护照报失证明》有效期为30天。当事人于30天内（超过30天按非法居留进行处罚），先凭《护照报失证明》前往所属国的驻华使领馆领取护照或其他代替护照的证件，再到中国的出入境管理部门办理签证手续。签证手续必须在这30天内办理。